# Verband Mitteldeutscher Ballspiel-Vereine
Der Verband Mitteldeutscher Ballspiel-Vereine (VMBV) war ein regionaler Sportverband, der ungefähr die heutigen Bundesländer Sachsen, Sachsen-Anhalt und Thüringen, aber auch kleinere Gebiete in Bayern, dem heutigen Brandenburg und Niedersachsen und dem ehemaligen Sudetenland umfasste. Der VMBV wurde am 26. Dezember 1900 in Leipzig gegründet und bestand bis 1933. Sitz war stets Leipzig.

## Geschichte

### Gründung und Entwicklung
Während in der Stadt Leipzig mit dem Verband Leipziger Ballspiel-Vereine seit 1896 ein lokaler Fußballverband bestand und Meisterschaften austrug, war der Fußball im übrigen Mitteldeutschland um 1900 noch weitgehend unorganisiert. Nachdem am 28. Januar 1900 in Leipzig die Gründung des Deutschen Fußball-Bundes als reichsweiter Dachverband des Fußballs vollzogen worden war, entschlossen sich die Leipziger Ernst Raydt, Theodor Schöffler (VfB Leipzig) und Bruno Moldenhauer (Wacker Leipzig), einen Verband für alle mitteldeutschen Vereine zu gründen. Am zweiten Weihnachtsfeiertag des Jahres 1900 fand die Gründungsversammlung des neuen Verbandes im Leipziger Lokal Zum Mariengarten statt. Einberufen hatte sie Johannes Kirmse, der Vorsitzende des LBV, der auch schon bei der Einberufung des DFB-Gründungstages zu Beginn des Jahres aktiv gewesen war.
Beteiligt waren folgende zwölf Vereine aus sieben Städten:
- die Leipziger Klubs VfB, Wacker, SV Lipsia 93 und Olympia 1896
- der Hallesche FC 1896 und Hohenzollern Halle
- der BC am Technikum sowie der FC Germania aus Mittweida
- der Chemnitzer BC
- der Dessauer FC 1898
- der Spielverein Hohenzollern Merseburg
- der FC Preußen 1900 Weißenfels

Die spätere Fußballmetropole Dresden war bei der Gründung des VMBV nicht vertreten.
Als wichtigstes Ziel schrieb sich dieser Zusammenschluss die Erziehung der Jugend zu körperlicher Leistungsfähigkeit und vaterländischer Gesinnung durch die Pflege verschiedener Leibesübungen, insbesondere des Fußballs und der Leichtathletik, auf die Fahnen. Der Verband wuchs in der Anfangszeit langsam, aber stetig. Zum Zeitpunkt der Aufnahme in den DFB am 28. August 1901 zählte er rund 1000 Mitglieder, die Zahl der Vereine stieg im ersten Jahr des Bestehens auf 15 an.
In der Zeit vor dem Ersten Weltkrieg wuchs die Anzahl der zugehörigen Vereine beträchtlich an, über 81 (1906), 115 (1908) und 315 mit 18.600 Mitgliedern 1910/11 auf schließlich 414 Vereine mit knapp 27.000 Mitgliedern. Zum Zeitpunkt der Auflösung 1933 war der VBMV sowohl in Bezug auf die Mitgliederzahl (1930: 128.500 Mitglieder in 1.032 Vereinen) als auch in der räumlichen Ausdehnung der drittgrößte Verband im DFB. Das Verbandsgebiet reichte von Wittenberge an der mecklenburgischen Grenze bis nach Coburg an der bayerischen, von Heiligenstadt im Westen bis nach Zittau im Osten.

### Spielbetrieb

VfB Leipzig:
11-mal Mitteldeutscher Meister

Dresdner SC:
6-mal Mitteldeutscher Meister

In der Saison 1901/02 organisierte der Verband Mitteldeutscher Ballspiel-Vereine erstmals eine Fußball-Meisterschaftsrunde, an der 26 Mannschaften, die in vier Staffeln eingeteilt wurden, teilnahmen. Das erste Finale um die mitteldeutsche Meisterschaft zwischen deren beiden Meistern FC Wacker 1895 Leipzig und Dresdner SC 1898 statt, welches Wacker mit 6:3 gewann. Durch den Beitritt immer neuer Vereine wurden die Mannschaften in Gaue eingeteilt, deren Grenzen mehrfach angepasst werden mussten. Die Vereine aus Halle beispielsweise gehörten erst dem Gau Nordwestsachsen (Leipzig und Umgebung) an, bildeten aber ab der Saison 1907/08 mit Vereinen aus der Umgebung den Saalegau.
1905 ging auch der Verband Magdeburger Ballspiel-Vereine, der zuvor selbst einen Teilnehmer an der deutschen Fußballmeisterschaft stellte, im VMBV auf. Ebenfalls 1905 schlossen sich auch elf Thüringer Clubs dem Verband Mitteldeutscher Ballspiel-Vereine an, die zuvor im Verband Thüringer Fußball-Vereine spielten. Des Weiteren gingen die Verbände Verband Dresdner Ballspiel-Vereine, Verband Leipziger Ballspiel-Vereine und Verband Chemnitzer Fußball-Vereine in diesem Jahr nun komplett im VMBV auf. Auf dem 13. Verbandstag des VMBV am 18. und 19. August 1906 wurde die Aufnahme des Verbandes Plauener Ballspielvereine beschlossen, der fortan den Gau Vogtland bildeten. Der 1908 gegründete Gau Harz wurde ein Jahr später offiziell Mitglied im VMBV. Auch 1910 ging die Vergrößerung weiter, neu hinzugekommen sind die Gaue Altmark, Mittelsachsen (Beitritt des Verbandes Mittelsächsischer Ballspiel-Vereine), Oberlausitz, Südthüringen (Beitritt der Vereinigung Thüringisch-Fränkischer Ballspiel-Vereine zum VMBV) und Westthüringen (Beitritt des Verbandes Thüringer Ballspiel-Vereine von 1905 und Verbandes Thüringer Ballspiel-Vereine von 1909). In der Saison 1911/12 war das Verbandsgebiet des VMBV bereits in 17 Gaue eingeteilt. Die Einführung einer obersten Fußballliga für Mitteldeutschland wurde auf dem 24. Verbandstag am 24. und 25. Februar 1912 besprochen, scheiterte nicht zuletzt jedoch an der Ablehnung der Leipziger Vereine. In der letzten Spielzeit vor dem Ersten Weltkrieg gab es 23 Gaue.
Während des Weltkrieges fand der Spielbetrieb in den meisten Gauligen statt, wodurch, bis auf die Saison 1914/15, auch die Austragungen der mitteldeutschen Fußballendrunde stattfand. Nachdem sich die Thüringer Gau bereits während des Krieges zusammenschlossen, kam es zur Saison 1919/20 zu einer Änderung des Austragungsmodus. An Stelle der zahlreichen Gauligen traten sieben Kreisligen als oberste Spielklasse in Erscheinung, die mehrere Gaue beinhalteten. Die Endrunde wurde dann mit den sieben Kreismeistern im Rundenturnier ausgetragen. Dieser Modus wurde bis 1922/23 beibehalten, danach waren wieder die zahlreichen Gauligen die jeweils höchste Spielklasse. In den 1920er Jahren wuchs die Anzahl der Gaue auf 27 an, in der Saison 1927/28 selbst auf 28. Eine völlige Verwässerung des spielerischen Niveaus war die Folge. Hohe, teilweise selbst zweistellige Resultate in den Endrunden um die mitteldeutsche Meisterschaft zeugten von den Klassenunterschieden in den verschiedenen Ligen.
Die Gaumeister nahmen jeweils an der Endrunde um die Verbandsmeisterschaft teil, der Verbandsmeister wiederum war für die Endrunde um die deutsche Meisterschaft qualifiziert. Bereits bei der ersten deutschen Fußballmeisterschaft 1903 stellte der VMBV mit dem VfB Leipzig auch den Deutschen Meister, diesen Erfolg konnte der Verein noch zweimal, 1906 und 1913, wiederholen. Ab 1925 durfte jeder Verband zwei Mannschaften zu den deutschen Meisterschaften entsenden. Anders als andere Verbände nominierte der Verband Mitteldeutscher Ballspiel-Vereine nicht den mitteldeutschen Vizemeister, sondern spielte 1925 und 1926 ein extra Turnier aus, für das die Zweitplatzierten der einzelnen Bezirke qualifiziert waren. Der Sieger dieses Turniers spielte dann gegen den Verlierer des Finalspiels der mitteldeutschen Meisterschaft um den zweiten Startplatz. Ab der Saison 1926/27 wurde neben der Meisterschaft noch der mitteldeutsche Fußballpokal ausgespielt, dessen Sieger sich als zweiter mitteldeutscher Teilnehmer für die deutsche Fußballmeisterschaft qualifizierte.
Die Auswahlmannschaft des VMBV gewann in der Saison 1908/09 den erstmals ausgespielten Kronprinzenpokal und konnte den Erfolg 1920/21 sowie 1926/27 in dem in Bundespokal umbenannten Wettbewerb wiederholen.

### Auflösung
Im Zuge der nationalsozialistischen „Gleichschaltung“ des Sports wurden die dem Deutschen Fußball-Bund angeschlossenen Verbände einschließlich des Verbands Mitteldeutscher Ballspiel-Vereine zwischen 1933 und 1934 aufgelöst. Das Fachamt Fußball des Reichsbundes für Leibesübungen übernahm die Funktionen des DFB, der formal noch bis 1940 weiterbestand, die Gebiete der bisherigen Regionalverbände wurden in Gaue, jeder Gau in Bezirke und diese wiederum in Kreise eingeteilt. Der VMBV zerfiel in die Sportgaue V und VI, wobei sich ersterer über die Region des Freistaats Sachsen erstreckte und letzterer über die Provinz Sachsen mit Anhalt und Thüringen (siehe hierzu Gauliga Sachsen und Gauliga Mitte).

## Meister des Verbandes Mitteldeutscher Ballspiel-Vereine
|  | Verein                      | Titel | Jahr                                                                                              |
|  | --------------------------- | ----- | ------------------------------------------------------------------------------------------------- |
|  | VfB Leipzig                 | 11    | 1902/03, 1903/04, 1905/06, 1906/07, 1909/10, 1910/11, 1912/13, 1917/18, 1919/20, 1924/25, 1926/27 |
|  | Dresdner SC                 | 6     | 1904/05, 1925/26, 1928/29, 1929/30, 1930/31, 1932/33                                              |
|  | SpVgg 1899 Leipzig-Lindenau | 4     | 1911/12, 1913/14, 1921/22, 1923/24                                                                |
|  | Wacker Leipzig              | 2     | 1901/02, 1907/08                                                                                  |
|  | Hallescher FC 1896          | 2     | 1916/17, 1918/19                                                                                  |
|  | FC Wacker Halle             | 2     | 1920/21, 1927/28                                                                                  |
|  | SC Erfurt                   | 1     | 1908/09                                                                                           |
|  | FC Eintracht Leipzig        | 1     | 1915/16                                                                                           |
|  | Guts Muts Dresden           | 1     | 1922/23                                                                                           |
|  | PSV Chemnitz                | 1     | 1931/32                                                                                           |

## Pokalsieger des Verbandes Mitteldeutscher Ballspiel-Vereine
|  | Verein                      | Titel | Jahr             |
|  | --------------------------- | ----- | ---------------- |
|  | Dresdner SC                 | 2     | 1927/28, 1932/33 |
|  | Chemnitzer BC               | 1     | 1926/27          |
|  | Wacker Leipzig              | 1     | 1928/29          |
|  | VfB Leipzig                 | 1     | 1929/30          |
|  | SpVgg 1899 Leipzig-Lindenau | 1     | 1930/31          |
|  | Plauener SuBC               | 1     | 1931/32          |

## Ligenstruktur
Der VMBV teilte sein Verbandsgebiet in mehrere regional begrenzte Gebiete, so genannte Gaue, ein. Diese Einteilung wurde hauptsächlich mit Rücksicht auf die bestehenden Eisenbahnverbindungen getätigt, erst danach wurden die politischen Grenzen berücksichtigt. In den Gauen gab es neben der Gauliga (auch 1. Klasse genannt) noch weitere untere Spielklassen. Zwischen 1919 und 1923 wurden über die Gauligen Kreisligen aufgesetzt, die mehrere Gaue beinhalten.
| Gau                 | erstmalige Austragung | letztmalige Austragung | Rekordmeister                       | Bemerkungen |
| ------------------- | --------------------- | ---------------------- | ----------------------------------- | --- |
| Altmark             | 1910                  | 1933                   | Viktoria Stendal (9)                | |
| Anhalt              | 1909                  | 1933                   | SV Köthen 02 (9)                    | |
| Eichsfeld           | 1927                  | 1933                   | VfL 08 Duderstadt (6)               | Abspaltung aus dem Gau Kyffhäuser |
| Elbe/Bode           | 1923                  | 1928                   | SV 09 Staßfurt (3)                  | |
| Elbe-Elster         | 1911                  | 1930                   | FC Preußen Biehla (4)               | 1930 am Gau Mulde angeschlossen |
| Erzgebirge          | 1912                  | 1933                   | FC Viktoria Lauter (5)              | zwischen 1923 und 1930 ein Teil als Gau Obererzgebirge eigenständig                                                                   |
| Göltzschtal         | 1912                  | 1930                   | SpVgg Falkenstein (6)               | Abspaltung aus dem Gau Vogtland 1930 wieder an den Gau Vogtland angeschlossen                                                         |
| Grafschaft Mansfeld | 1913                  | 1917                   | VfB Eisleben (2)                    | 1917 am Gau Kyffhäuser angeschlossen                                                                                                  |
| Harz                | 1908                  | 1933                   | FC Germania Halberstadt (15)        | |
| Jeetze              | 1923                  | 1930                   | VfB 07 Klötze (4)                   | 1930 am Gau Altmark angeschlossen |
| Kyffhäuser          | 1911                  | 1933                   | Wacker 05 Nordhausen (7)            | Abspaltung aus dem Gau Nordthüringen 1917 Zusammenschluss mit Gau Grafschaft Mansfeld ab 1927 ein Teil als Gau Eichsfeld eigenständig |
| Mittelelbe          | 1905                  | 1933                   | FuCC Cricket-Viktoria Magdeburg (9) | |
| Mittelsachsen       | 1905                  | 1933                   | Chemnitzer BC (12)                  | bis 1919 Gau Südwestsachsen |
| Mulde               | 1923                  | 1933                   | VfL 1911 Bitterfeld (7)             | |
| Nordsachsen         | 1910                  | 1930                   | Riesaer SV (9)                      | bis 1919 Gau Mittelsachsen |
| Nordthüringen       | 1909                  | 1933                   | SC Erfurt (10)                      | aus dem Gau Thüringen entstanden ab 1911 ein Teil als Gau Kyffhäuser eigenständig ab 1914 ein Teil als Gau Wartburg eigenständig      |
| Nordwestsachsen     | 1901                  | 1933                   | VfB Leipzig (12)                    | |
| Obererzgebirge      | 1923                  | 1930                   | VfB 1912 Geyer (3)                  | Abspaltung aus dem Gau Erzgebirge 1930 wieder an den Gau Erzgebirge angeschlossen                                                     |
| Oberlausitz         | 1911                  | 1933                   | SV Budissa Bautzen (8)              | |
| Osterland           | 1923                  | 1933                   | FC Wacker Gera (6)                  | Abspaltung aus dem Gau Ostthüringen                                                                                                   |
| Ostsachsen          | 1902                  | 1933                   | Dresdner SC (17)                    | |
| Ostthüringen        | 1909                  | 1933                   | FC Carl Zeiss Jena/ 1. SV Jena (12) | aus dem Gau Thüringen entstanden ab 1923 Teile als Gau Kyffhäuser und Gaus Osterland eigenständig                                     |
| Saale               | 1902                  | 1933                   | FC Wacker Halle (10)                | ab 1912 ein Teil als Gau Saale-Elster eigenständig                                                                                    |
| Saale-Elster        | 1912                  | 1933                   | Naumburger SV 05 (7)                | Abspaltung aus dem Gau Saale |
| Südthüringen        | 1910                  | 1933                   | SC 06 Oberlind (4)                  | |
| Thüringen           | 1905                  | 1909                   | SC Erfurt (2)                       | 1909 Teilung in Gau Ostthüringen und Gau Nordthüringen                                                                                |
| Vogtland            | 1914                  | 1933                   | Plauener SuBC (5)                   | zwischen 1912 und 1930 ein Teil als Gau Göltzschtal eigenständig                                                                      |
| Wartburg            | 1914                  | 1933                   | SV Preußen Langensalza (6)          | Abspaltung aus dem Gau Nordthüringen                                                                                                  |
| Westsachsen         | 1912                  | 1933                   | Zwickauer SC (5)                    | |
| Westthüringen       | 1910                  | 1933                   | SpVgg Zella-Mehlis 06 (3)           | |

## Feldhandball
Im Bereich Feldhandball schloss sich der VMBV der Deutschen Sportbehörde für Leichtathletik (DSB) an. Ab der Spielzeit 1922/23 wurde der mitteldeutsche Feldhandballmeister der Männer ermittelt, der sich für die Deutsche Feldhandballmeisterschaft qualifizierte. Dort erreichten die mitteldeutschen Vertreter mehrmals das Finale und konnten 1931/32 die Meisterschaft gewinnen.
| Jahr    | Mitteldeutscher Feldhandballmeister |
| ------- | ----------------------------------- |
| 1922/23 | Dresdensia Dresden                  |
| 1923/24 | Polizei SV Halle                    |
| 1924/25 | Polizei SV Halle                    |
| 1925/26 | Polizei SV Halle                    |
| 1926/27 | Polizei SV Halle                    |
| 1927/28 | Polizei SV Halle                    |
| 1928/29 | SC 1904 Freital                     |
| 1929/30 | Polizei SV Dessau                   |
| 1930/31 | Polizei VfL Weißenfels              |
| 1931/32 | Polizei VfL Weißenfels              |
| 1932/33 | Polizei SV Burg                     |